# Ozza Mons
Ozza Mons (dosł. „Góra Al-Uzzy”) – wulkan na Wenus.

## Nazwa
Nazwa wulkanu pochodzi od perskiej bogini Al-Uzzy czczonej przez Kurajszytów.

## Opis
Wulkan ma współrzędne planetograficzne ♀ 4,5°N 201,0°E/4,500000 201,000000, leży w regionie Alta Regio w miejscu, gdzie spotyka się pięć stref ryftu. Jego średnica wynosi ok. 507 km.
Wzdłuż rowu Ganiki Chasma, w pobliżu Ozza Mons oraz sąsiedniego wulkanu Maat Mons sonda Venus Express zaobserwowała cztery zmienne plamy gorąca sugerujące działalność wulkaniczną.